# Somalië op de Olympische Zomerspelen 2016
Somalië nam deel aan de Olympische Zomerspelen 2016 in Rio de Janeiro, Brazilië. Tot de Somalische ploeg behoorden twee atleten, actief in atletiek. Mohamed Daud Mohamed droeg de nationale vlag bij de openings- en sluitingsceremonie.

## Deelnemers en resultaten
(m) = mannen, (v) = vrouwen 

### Atletiek
| Olympiër               | Discipline | Resultaat | Prestatie              |
| ---------------------- | ---------- | --------- | ---------------------- |
| Mohamed Daud Mohamed V | 5000 m (m) | series    | series: 14:57.84 (24e) |
|                        |            |           |                        |
| Maryan Nuh Muse        | 400 m (v)  | series    | series: 1:10.14 (8e)   |